# Tonight (песня)
«Tonight» — песня, написанная Леонардом Бернстайном (музыка) и Стивеном Сондхаймом (слова) для своего мюзикла «Вестсайдская история», впервые представленного публике на Бродвее в 1957 году.

## Описание
Песня представляет собой любовный дуэт главных героев Тони и Марии, спетый, когда Тони навещает Марию на пожарной лестнице возле её квартиры. «Вестсайдская история» — это модернизированная адаптация шекспировской трагедии «Ромео и Джульетты», действие которой происходит в Нью-Йорке XX века. Сцена, в которой исполняется «Tonight», является адаптацией знаменитой «сцены на балконе» Ромео и Джульетты.
Многие пьесы «Вестсайдской истории» экспериментируют с различными мелодическими трюками. Эта песня примечательна своими выдающимися идеальными квартами и темой, которая начинается с пентатоники.

## История
В оригинальной бродвейской постановке «Вестсайдской истории» 1957 года «Tonight» исполнили Ларри Керт и Кэрол Лоуренс в ролях Тони и Марии. В экранизации мюзикла 1961 года песню исполнили Марни Никсон и Джимми Брайант.

## Признание
Американский институт киноискусства поместил эту песню (в версии из фильма 1961 года «Вестсайдская история») на 59-е место своего списка ста лучших песен из американских кинофильмов.

## Кавер-версии
В 1961 году песню исполняли Ferrante & Teicher и Эдди Фишер, чья версия едва не попала в топ 40. Ширли Бэсси записала песню в 1962 году и она достигла 21 места в британских чартах, став единственной записью этой песни, попавшей в британские чарты. Jay & the Americans выпустили кавер-версию этой песни. Энди Уильямс выпустил версию на своем альбоме 1962 года «Moon River and Other Great Movie Themes». Серджио Франки записал эту песню на своём альбоме 1963 года на звукозаписывающем лейбле RCA Records Red Seal, Broadway, I Love You. We Five выпустили эту песню на своём альбоме 1966 года «You Were on My Mind». Глория Гейнор выпустила диско-версию в 1980 году. Дженна Ашковиц спела песню в телесериале с элементами мюзикла Glee в эпизоде «Preggers».